# 生田原
生田原（いくたはら）は北海道紋別郡遠軽町にある地名（町字）。

## 概要
狭義の「生田原」は旧生田原町の役場が置かれた市街（遠軽町生田原）を指すが、生田原町他の新設合併により誕生した遠軽町（新）では、旧生田原町の町字で「生田原」を含まないものに関しては、生田原を冠した名称に変更されている。

### 生田原を冠した遠軽町の町字
旧生田原町の9の字に冠される。生田原地域の字名は1944年（昭和19年）2月11日に、生田原村（当時）で実施された字名の整理・行政区との区画不一致解消に伴い改名して成立したもので、大半は当時の村長が神道の「大祓詞（祝詞のひとつ）」に因んだ字名を選び命名した。
| 現町字名   | よみ               | 旧町字名 | 由来 |
| ---------- | ------------------ | -------- | --- |
| 生田原     | いくたはら         | 生田原   | 旧地名を踏襲。北海道庁からは下略して「生田（いくた）」とする提案もあったが、「田と原を生む生産性に富んだ中心地にふさわしい地名」という地元の主張から決定した。                           |
| 生田原旭野 | いくたはらあさひの | 旭野     | 字名改称前からの旧名を踏襲。旭峠に通じる高台地帯であるため、「高天原」から引用した「高天」の名称も考えられたが、従来名でも「眺望ひらけ旭日昇る地」として通じるものがあるとして踏襲した。 |
| 生田原伊吹 | いくたはらいぶき   | 伊吹     | 当初は「科戸（しなど）」の名称も考えられたが、関連の深い八重地区とあわせ、「八重雲を伊吹放たん」から命名。                                                                               |
| 生田原岩戸 | いくたはらいわと   | 岩戸     | 白土や鉱石を産出するため、「天岩戸」から命名。 |
| 生田原清里 | いくたはらきよさと | 清里     | 美林が繁茂していることから、「繁木（しげき）」とも考えられたが、生田原川上流の清玲の里であることから「清め給え」より命名。                                                               |
| 生田原豊原 | いくたはらとよはら | 豊原     | 「広大で平坦で肥沃な農耕地」であることに因み、「豊芦原」を略して名付けたものである。当初は「益人（ますと）」の名称も考えられていた。                                                     |
| 生田原水穂 | いくたはらみずほ   | 水穂     | 村で最も広大な農耕地であり、開拓の発祥地であるため、「瑞穂国（日本国の美称）」の漢字を平易にして命名。                                                                                   |
| 生田原八重 | いくたはらやえ     | 八重     | 当初は「御霧（みぎり）」の名称も考えられたが、関連の深い伊吹地区とあわせ、「八重雲を伊吹放たん」から命名。                                                                               |
| 生田原安国 | いくたはらやすくに | 安国     | 当地が佐呂間川沿いに往来する人々の休息の地であり、付近が豊穣な農耕地であることから、「安国と平けく」の部分を引用し命名。                                                                 |